# Ingvar Eggert Sigurðsson
Ingvar Eggert Sigurðsson, född 22 november 1963 i Reykjavik, är en isländsk skådespelare.

## Filmografi (i urval)
- 2000 – Universums änglar
- 2002 – Fálkar
- 2004 – Kallt ljus
- 2005 – Beowulf & Grendel
- 2013 – Metalhead
- 2015 – Sparrows
- 2015 – Fångade
- 2016 – The Oath
- 2017 – Svanurinn
- 2017 – Justice League
- 2018 – Fantastiska vidunder: Grindelwalds brott
- 2024 – Sebastian